# Liste der Monuments historiques in Ergué-Gabéric
Die Liste der Monuments historiques in Ergué-Gabéric führt die Monuments historiques in der französischen Gemeinde Ergué-Gabéric auf.

## Liste der Bauwerke
| Bezeichnung                                | Beschreibung                       | Standort                 | Kennzeichnung | Schutzstatus | Datum | Bild           |
| ------------------------------------------ | ---------------------------------- | ------------------------ | ------------- | ------------ | ----- | -------------- |
| Kapelle Notre-Dame                         | Erbaut ab dem 16. Jahrhundert      | (Lage)                   | PA00089920    | Classé       | 1914  | weitere Bilder |
| Château de Lezergué                        | Schloss, erbaut im 18. Jahrhundert | (Lage)                   | PA00089921    | Inscrit      | 1929  | weitere Bilder |
| Kirche St-Guinal mit Friedhof und Beinhaus | Erbaut im 16./17. Jahrhundert      | Place de l’Église (Lage) | PA00089922    | Classé       | 1939  | weitere Bilder |

## Liste der Objekte

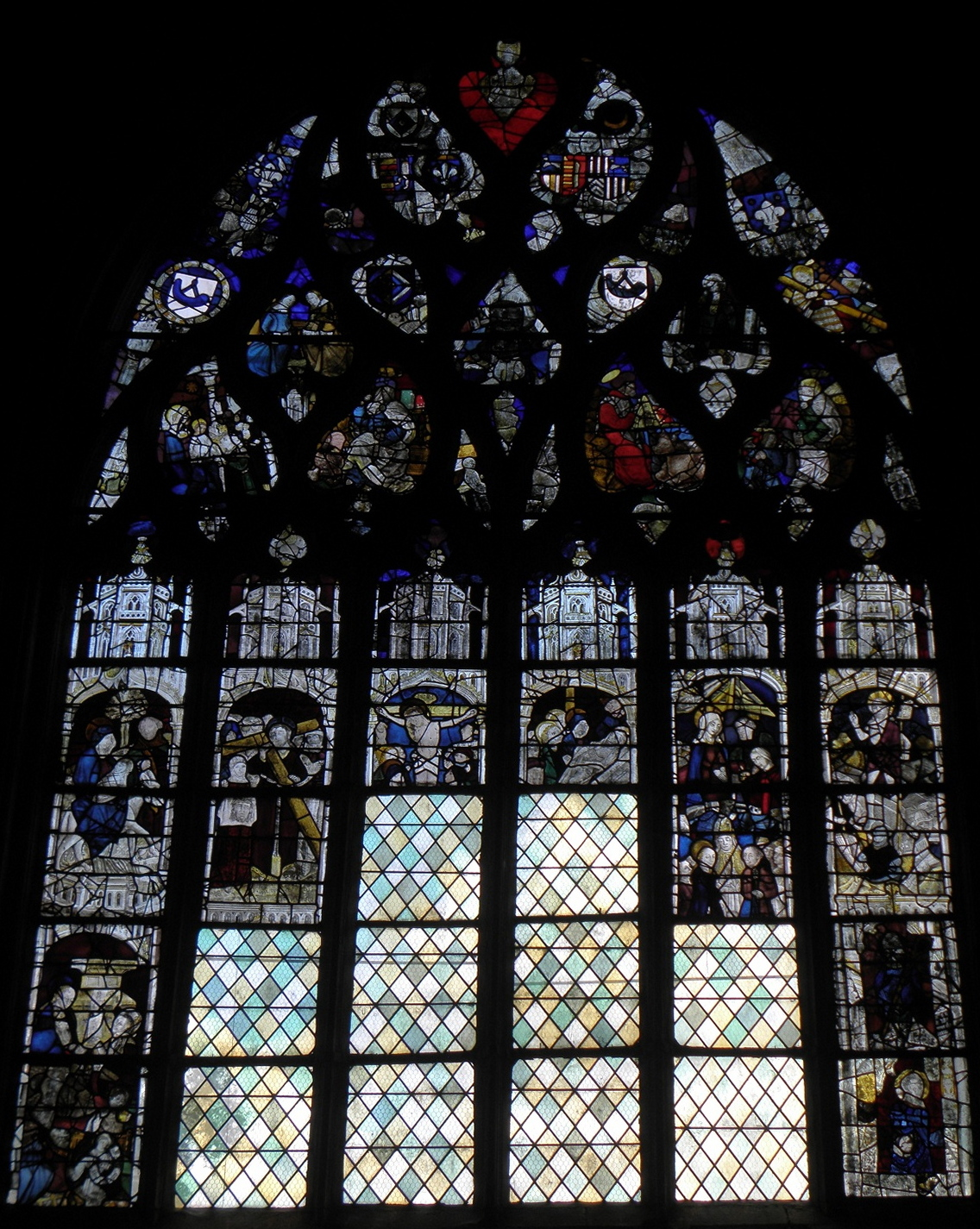
Bleiglasfenster aus dem Jahr 1489 in der Kapelle Notre-Dame

- Monuments historiques (Objekte) in Ergué-Gabéric in der Base Palissy des französischen Kultusministeriums